# Tina De Mola
 (juin 2025).
Si vous disposez d'ouvrages ou d'articles de référence ou si vous connaissez des sites web de qualité traitant du thème abordé ici, merci de compléter l'article en donnant les références utiles à sa vérifiabilité et en les liant à la section « Notes et références ».
Tina De Mola née à Milan le 28 octobre 1923 et morte à Rome le 18 avril 2012 est une actrice italienne active dans les années 1940 et 1950 .

## Biographie
En 1941 Tina De Mola remporte un concours de chant qui lui ouvre les portes de l'avanspettacolo dans lesquels elle a des rôles musicaux.
Elle rejoint une compagnie de théâtre de revue où elle rencontre Renato Rascel qu'elle épousera. En sa compagnie elle joue dans le film Pazzo d'amore et dans de nombreuses revues comme Quanto è possibile, Il ragno d'oro et Allegretto ma non troppo.
En 1945 elle participe à Settenote avec les Sorelle Nava.
Pendant la saison théâtrale 1946/1947 elle travaille à nouveau avec son mari dans Cominciò con Caino e Abele de Michele Galdieri (it) et Il cielo è tornato sereno ; de ce dernier film, elle interprète les chansons Veleno et Il cielo è tornato sereno.
En 1948 elle participe en compagnie de Erminio Macario au spectacle Oklabama de Mario Amendola puis rejoint la compagnie d'Ugo Tognazzi jouant dans le spectacle Quel treno si chiama desiderio de Giovanni D'Anzi.
Elle porte en Allemagne une version en langue allemande de Buondì zia Margherita, puis participe à une tournée au Mexique avec le spectacle Carnevale di Venezia. Elle s'éloigne de la compagnie et se produit en Amérique du sud dans des shows musicaux à Cuba, au Venezuela et en Colombie.
Elle rentre en Italie en 1954 en jouant avec son ancien mari Renato Rascel dans les films Attanasio cavallo vanesio et Alvaro piuttosto corsaro.
En 1955, elle participe à la dernière revue de Nino Taranto : Il terrone corre sul filo puis rejoint la télévision avec des spectacles inspirés du théâtre de revue.
Elle se retire définitivement de la scène à la fin des années 1950.

## Filmographie
- 1942 : Pazzo d'amore, de Giacomo Gentilomo
- 1950 : La Ceinture de chasteté (La cintura di castità) de Camillo Mastrocinque
- 1950 : Il vedovo allegro, de Mario Mattoli
- 1953 : Attanasio cavallo vanesio, de Camillo Mastrocinque
- 1954 : Alvaro piuttosto corsaro, de Camillo Mastrocinque
- 1955 : I pinguini ci guardano, de Guido Leoni
- 1958 : Les Époux terribles (Nata di marzo) d'Antonio Pietrangeli
- 1959 : La sceriffa, de Roberto Bianchi Montero

## Crédits de traduction
- (it) Cet article est partiellement ou en totalité issu de l’article de Wikipédia en italien intitulé « Tina De Mola » (voir la liste des auteurs).